# شوم
شوم هي بلدة وبلدية في شمال غرب موريتانيا، تقع بالقرب من الحدود الجنوبية مع المغرب، تنتمي شوم لولاية آدرار.

## جغرافية
الأماكن القريبة والمميزة :
70 كيلومترا إلى الغرب ، بن عميرة.
إلى الشمال ، وبالقرب من المسار الإمبراطوري الذي يمر في اطار باتجاه بير مغرين عبر افديرك
25 كم ، البرج الفرنسي القديم (قلعة) وبئر شار.
يحيط كل عرق آكشر والحرش بشوم
في تعداد 2000,كان عدد سكان شوم 2٬735 نسمة.

## النقل بالسكك الحديدية
تقع شوم على طريق خط السكة الحديدية الوحيد في موريتانيا الذي يربط الزويرات بميناء نواذيبو. حُفر نفق يبلغ طوله حوالي كيلومترين في الجبل في عام 1962، حتى لا يعتدى على الأراضي الإسبانية الوادي الذهبي. منذ الحرب مع جبهة البوليساريو وإعادة الصحراء الإسبانية (ريو دي أورو) إلى المغرب، أعيد بناء خط السكك الحديدية عند سفح الجبل وذلك لتجاوزه ولمدى 4 كيلومترات فقط، . تم التخلي عن النفق. يحتوي هذا النفق على منحدر حاد حتى أن القاطرات بمحركات كاملة التشغيل تدخل إلى النفق بسرعة 60 كم / ساعة وتخرج بسرعة 5 كم / ساعة. 

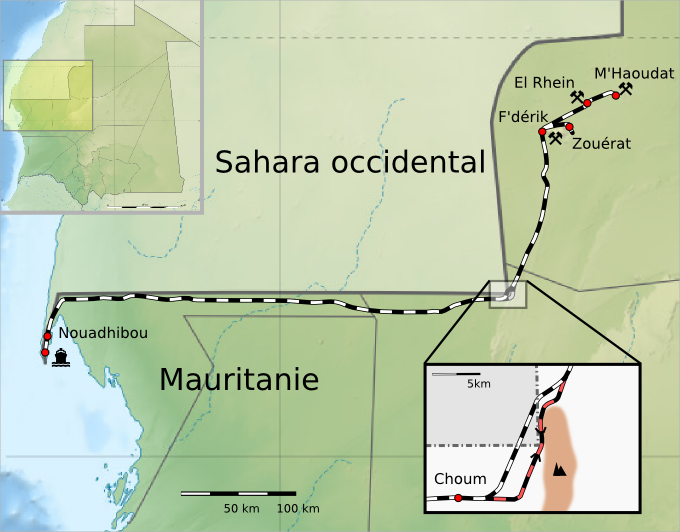
شوم على خط السكة الحديدية.
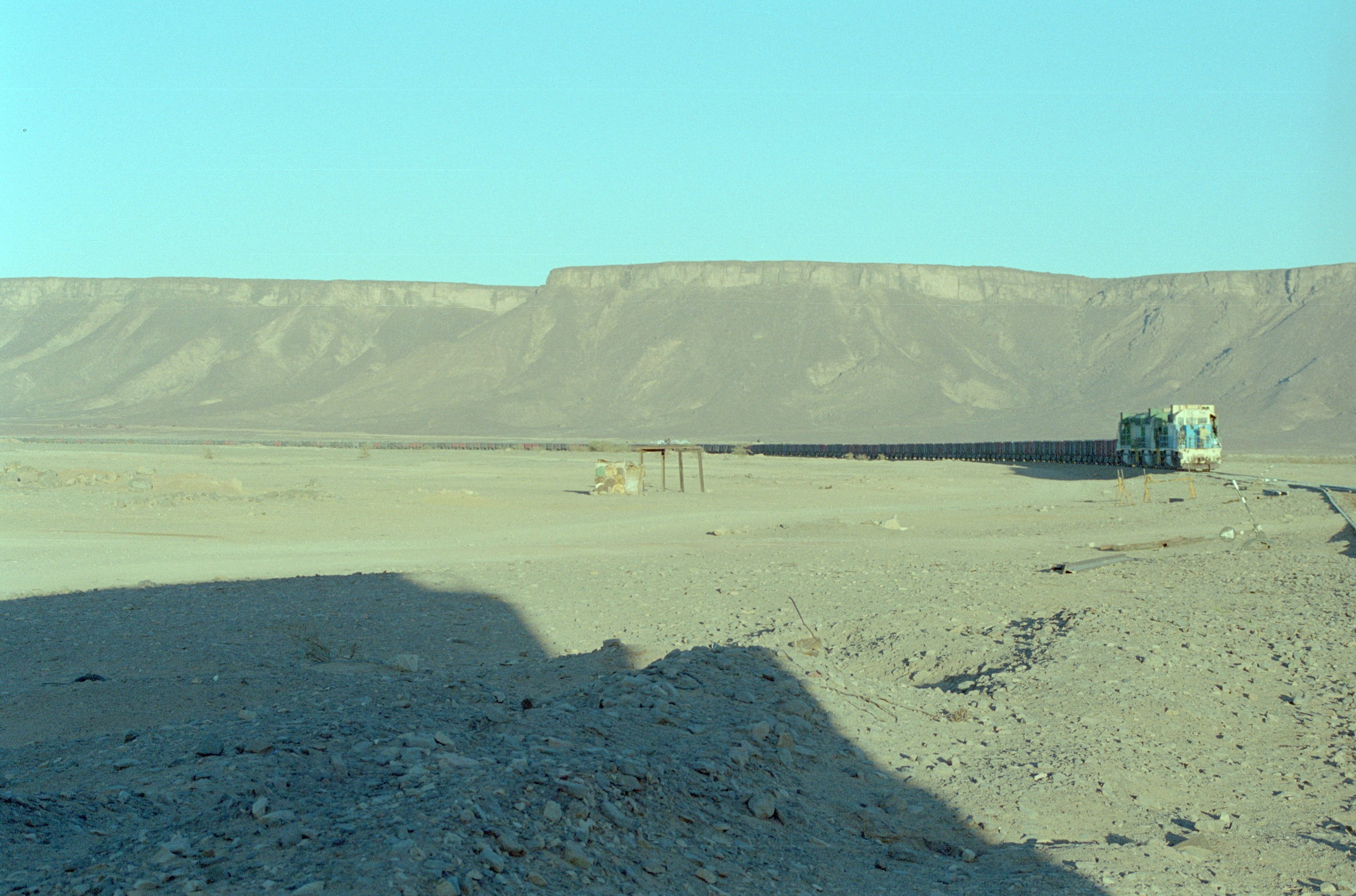
عرض القطار من المحطة.
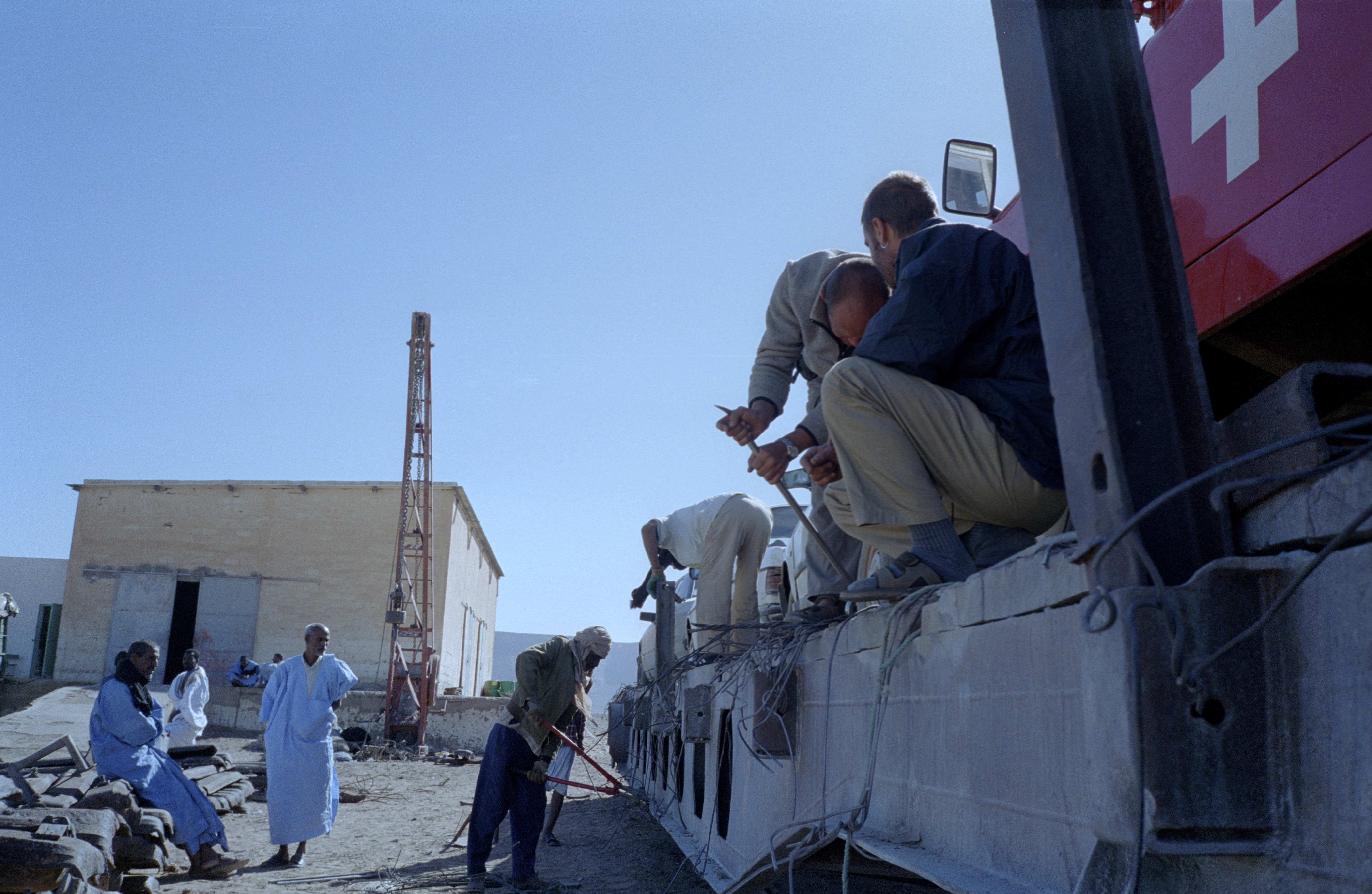
صيانة عربة في المحطة.
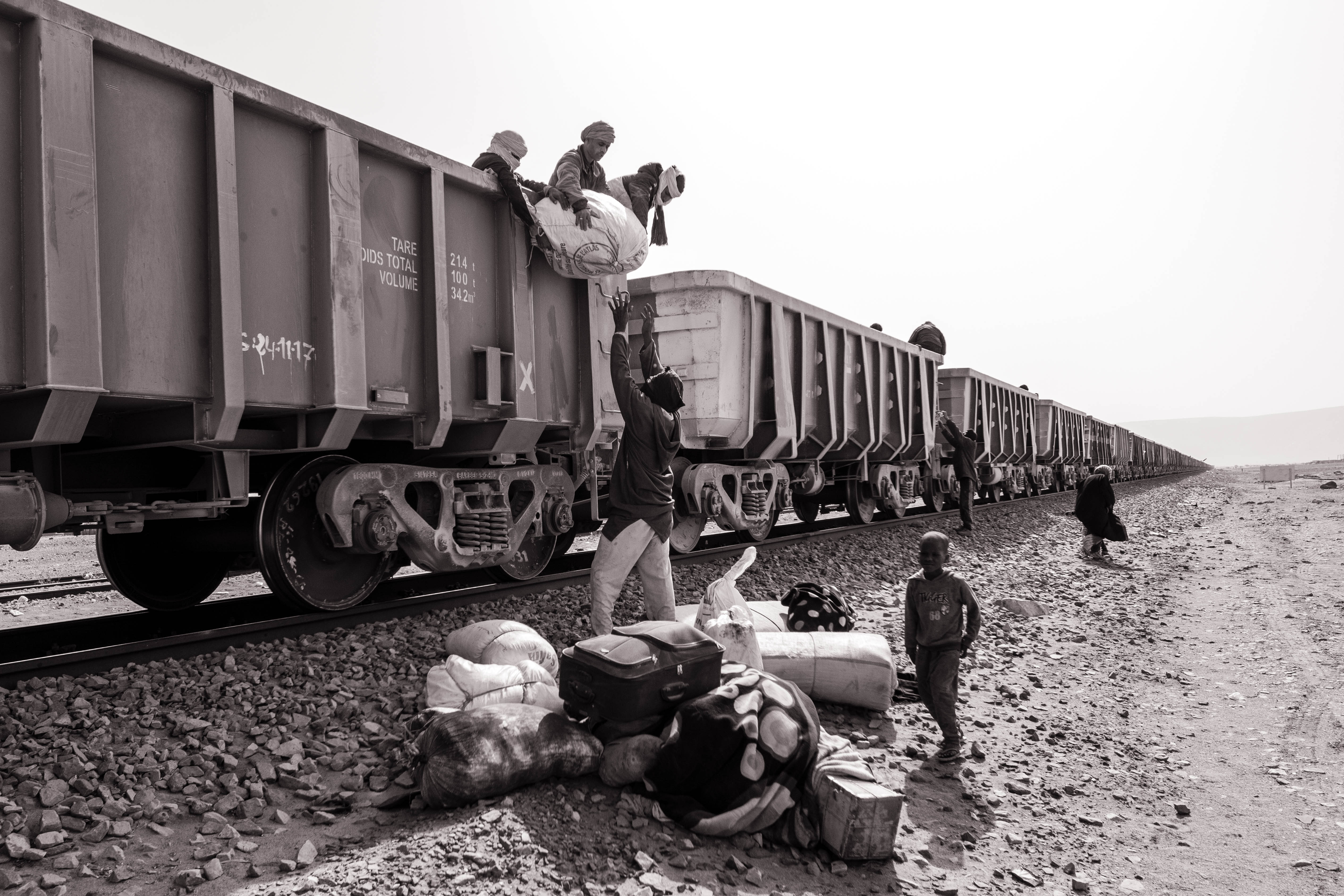
المسافرون يحملون عربة.
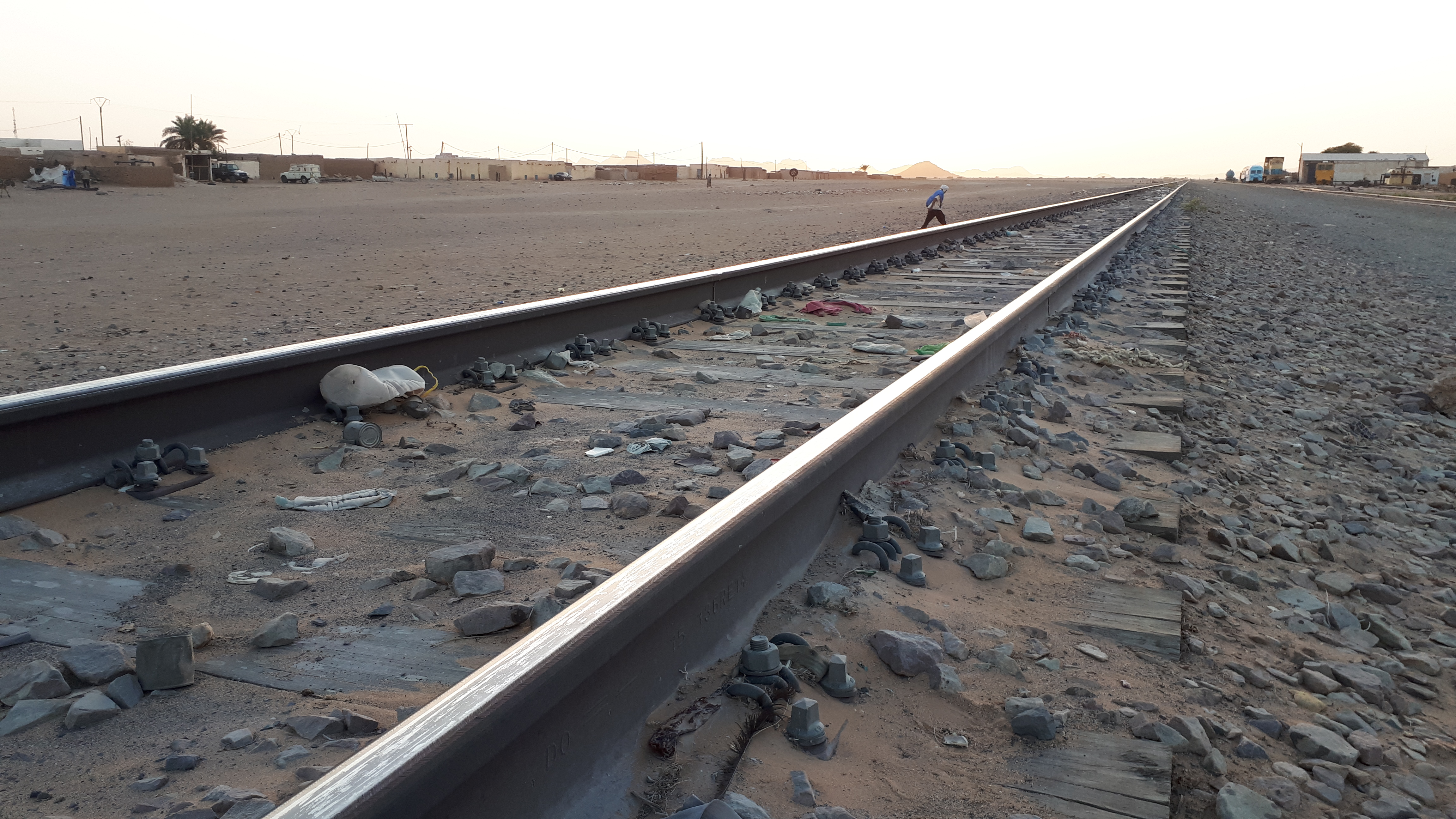
السكة.